# Svenska Omnibusföreningen
Svenska Omnibusföreningen (SvOF) är en ideell förening för bussintresserade personer. Föreningen grundades 1976 i Stockholm i Sverige. Svenska Omnibusföreningen arbetar bland annat med att främja bussintresset, samt att bevara bussar för museer.

### Fotnoter
1. ↑  ”Om Svenska Omnibusföreningen”. Svenska Omnibusföreningen. https://www.omnibuss.se/. Läst 30 september 2017.